# Droga krajowa B513 (Niemcy)
Droga krajowa 513 (niem. Bundesstraße 513) – niemiecka droga krajowa przebiegająca na osi wschód-zachód i jest połączeniem drogi B476 w Sassenbergu z drogą B64 w Gütersloh w Nadrenii Północnej-Westfalii.
Droga, jest oznakowana jako B513 od 1 stycznia 1967.